# Adetus similis
Adetus similis là một loài bọ cánh cứng trong họ Cerambycidae.